# Liste der Nummer-eins-Hits in Dänemark (1989)
Diese Liste enthält alle Nummer-eins-Hits in Dänemark im Jahr 1989. Es gab in diesem Jahr acht nachgewiesene Nummer-eins-Singles. Music & Media, In den Kalenderwochen 2, 51 und 52 wurden keine Charts veröffentlicht.

## Singles
| | Liste der Nummer-eins-Hits in Dänemark | Liste der Nummer-eins-Hits in Dänemark | Liste der Nummer-eins-Hits in Dänemark                                                                                             | 1990 →                    |
| \| Zeitraum \| Wo. ges. \| Interpret \| Titel Autor(en) \| Zusätzliche Informationen \| \| (Zeitraum, Wochen auf Platz eins, Interpret, Titel, Autor[en], zusätzliche Informationen) \| \| \| \| \| \| ----------------------------------------------------------------------------------------- \| -------- \| ----------------------------- \| ---------------------------------------------------------------------------------------------------------------------------------- \| ------------------------- \| \| 1. Januar 1989 – 6. Januar 1989 1 Woche \| 1 \| Phil Collins \| Two Hearts Phil Collins, Lamont Dozier \| – \| \| 14. Januar 1989 – 10. Februar 1989 4 Wochen \| 4 \| MC Einar \| Jul det' cool \| – \| \| 11. Februar 1989 – 3. März 1989 3 Wochen \| 3 \| Erasure \| Crackers International \| – \| \| 4. März 1989 – 31. März 1989 4 Wochen \| 4 \| Edelweiss \| Bring Me Edelweiss Björn K. Ulvaeus, Benny Goran Bror Andersson, Stig Erik Leopold Anderson, Walter Werzowa, Martin Gletschermayer \| – \| \| 1. April 1989 – 16. Juni 1989 11 Wochen \| 11 \| Madonna \| Like a Prayer Madonna L. Ciccone, Patrick Raymond Leonard \| – \| \| 17. Juni 1989 – 14. Juli 1989 4 Wochen \| 4 \| Roxette \| The Look Per Hakan Gessle \| – \| \| 15. Juli 1989 – 29. September 1989 11 Wochen (insgesamt 31) \| 31 \| Kim Larsen & Bellami \| Tarzan Mamma Mia \| – \| \| 30. September 1989 – 20. Oktober 1989 3 Wochen \| 3 \| Jive Bunny & the Mastermixers \| That’s What I Like diverse \| – \| \| 21. Oktober 1989 – 29. Dezember 1989 10 Wochen (insgesamt 31) \| 31 \| Kim Larsen & Bellami \| Tarzan Mamma Mia \| – \| |                                        |                                        | |                           |
| |                                        |                                        | | → 1990 →                  |
| Zeitraum | Wo. ges.                               | Interpret                              | Titel Autor(en) | Zusätzliche Informationen |
| (Zeitraum, Wochen auf Platz eins, Interpret, Titel, Autor[en], zusätzliche Informationen) |                                        |                                        | |                           |
| 1. Januar 1989 – 6. Januar 1989 1 Woche | 1                                      | Phil Collins                           | Two Hearts Phil Collins, Lamont Dozier                                                                                             | –                         |
| 14. Januar 1989 – 10. Februar 1989 4 Wochen | 4                                      | MC Einar                               | Jul det' cool | –                         |
| 11. Februar 1989 – 3. März 1989 3 Wochen | 3                                      | Erasure                                | Crackers International | –                         |
| 4. März 1989 – 31. März 1989 4 Wochen | 4                                      | Edelweiss                              | Bring Me Edelweiss Björn K. Ulvaeus, Benny Goran Bror Andersson, Stig Erik Leopold Anderson, Walter Werzowa, Martin Gletschermayer | –                         |
| 1. April 1989 – 16. Juni 1989 11 Wochen | 11                                     | Madonna                                | Like a Prayer Madonna L. Ciccone, Patrick Raymond Leonard                                                                          | –                         |
| 17. Juni 1989 – 14. Juli 1989 4 Wochen | 4                                      | Roxette                                | The Look Per Hakan Gessle | –                         |
| 15. Juli 1989 – 29. September 1989 11 Wochen (insgesamt 31) | 31                                     | Kim Larsen & Bellami                   | Tarzan Mamma Mia | –                         |
| 30. September 1989 – 20. Oktober 1989 3 Wochen | 3                                      | Jive Bunny & the Mastermixers          | That’s What I Like diverse | –                         |
| 21. Oktober 1989 – 29. Dezember 1989 10 Wochen (insgesamt 31) | 31                                     | Kim Larsen & Bellami                   | Tarzan Mamma Mia | –                         |